# Батлер, Пирс
Пирс Ба́тлер (англ. Pierce Butler; род. 11 июля 1744, графство Карлоу, Ирландия — 15 февраля 1822, Филадельфия, США) — американский политик ирландского происхождения, один из отцов-основателей США. Он эмигрировал в Америку из Ирландии, участвовал в американской войне за независимость, после войны служил в легислатуре Южной Каролины, и был делегатом Конгресса Конфедерации от Южной Каролины.  1787 году он был делегатом Филадельфийского конвента, где подписал Конституцию США. После ратификации Конституции Южной Каролиной он стал одним из первых двух сенаторов от штата в Конгрессе США.

## Ранние годы
Батлер родился в Ирландии, в Гаррихандере (в округе Карлоу), в семье Ричарда Батлера и его жены Генриетты Перси. Когда Батлеру было 11 лет, родители купили ему офицерское звание в 22-м пехотном полку. В 14 лет он уже был лейтенантом и участвовал в осаде Луисбурга, получив при этом ранение. В 1759 году он участвовал в сражении при Квебеке. В 1672 году пошли слухи, что полк переведут в Луизиану, поэтому Батлер перевёлся в 29-й пехотный полк, расквартированный в Ирландии.  Он оставался с полком до 1765 году, когда полк перевели в Новую Шотландию. В 1766 году он получил звание майора.
В 1768 году он предпринял попытку жениться на богатой южнокаролинской невесте, но потерпел неудачу. В 1771 году он повторил попытку и на этот раз ему повезло больше: 10 января того года он женился на Мэри Миддлтон, дочери плантатора Томаса Миддлтона. 10 ноября того же года ему перешли по наследству все владения Миддлтонов. В 1770 году 29-й пехотный полк был переведён в Бостон. Там 5 марта одна из рот полка открыла огонь по толпе, что стали известно как Бостонская бойня. Когда в 1773 году его полк вернули в Англию, он продал свою комиссию и остался жить в Чарлстоне.

## Война за независимость
В начале 1779 года губернатор Джон Ратледж попросил Батлера помочь реорганизовать оборону Южной Каролины. Батлер занял пост генерал-адъютанта штата, должность, которая носила звание бригадного генерала. Он предпочитал, чтобы к нему обращались как к майору, его высшему боевому званию.
Тем временем Великобритания меняла свою военную стратегию. К 1778 году король Георг III и его министры стали менять стратегию войны в американских колониях. Их усилия в северных колониях не давали результата и была вероятность вступления Франции в войну в качестве союзника американцев. было решено перейти к обороне на севере, и попытаться захватить южные штаты. Британцы разработали так называемую «южную стратегию». Они рассчитывали, что многие лоялисты юга помогут регулярной армии. Они планировали захватить южные штаты по одному, продвигаясь на север от Джорджии. Наступление началось в в декабре 1778 года, когда англичане захватили Саванну.
Для отражения британского вторжения  Батлер мобилизовал ополчение Южной Каролины. Южнокаролинцам удалось отбить нападение на Чарльстон и даже самим атаковать Саванну. Во время этого наступления Батлер служил адъютантом генерала Лэклена Макинтоша. Однако, наспех собранные и плохо обученные ополченцы не смогли одолеть британскую регулярную армию, и осада Саванны была неудачной.
В 1780 году британцы захватили Чарльстон, а вместе с ним и большую часть правительства и вооруженных сил колонии. Батлер скрылся в составе группы, заведомо выведенной из города. В течение следующих двух лет он разрабатывал планы войны против англичан в штате. Отказавшись сдаться, жители Южной Каролины и оккупированных частях Джорджии и Северной Каролины организовали движение сопротивления. В качестве генерал-адъютанта Батлер работал с бывшими членами ополчения и ветеранами Континентальной армии, такими как Фрэнсис Марион и Томас Самтер, чтобы объединить усилия партизан в единую кампанию. Они присоединились к действиями Южной армии под командованием Горацио Гейтса и позже Натанаэля Грина.
Как бывший королевский офицер, Батлер был особой мишенью для британских оккупационных сил. Несколько раз он едва избегал плена. На заключительных этапах южной кампании он лично жертвовал деньги и припасы, чтобы поддержать американские войска, а также помогал в управлении объектами для военнопленных.

## Политик
Военные действия в последние месяцы Войны за независимость оставили Батлера бедняком. Многие из его плантаций и кораблей были уничтожены, а международная торговля, от которой зависела большая часть его доходов, пришла в упадок. Он отправился в Европу, когда война закончилась, чтобы получить кредиты и открыть новые рынки. Он записал своего сына Томаса в лондонскую школу, которой руководил Виден Батлер, и нанял нового служителя из числа британского духовенства для своей епископальной церкви в Южной Каролине.
В конце 1785 года Батлер вернулся в Соединенные Штаты. Он стал откровенным сторонником примирения с бывшими лоялистами и равного представительства жителей глубинки. Свидетельствуя о его растущем политическом влиянии, законодательный орган Южной Каролины попросил Батлера представлять штат на Конституционном конвенте, который собрался в Филадельфии в 1787 году. На съезде он предложил предоставить президенту право начинать войну; однако это предложение не было поддержано, и все остальные делегаты подавляющим большинством голосов отклонили его предложение.
Опыт Батлера в качестве солдата и плантатора-законодателя сделал его сторонником сильного союза штатов. В то же время он учитывал особые интересы своего региона. Он представил пункт о беглых рабах (статья 4, раздел 2), который установил защиту рабства в Конституции. Кроме того, в частном порядке критикуя международную торговлю африканскими рабами, он поддержал положение в Конституции, запрещающее регулирование торговли в течение 20 лет. Он выступал за то, чтобы рабское население штатов учитывалось при выборе делегатов Конгерсса, но пошёл на Компромисс трёх пятых, согласившись учитывать только 3/5 рабского населения. Это гарантировало, что южная плантаторская элита на протяжении десятилетий оказывали сильное влияние на национальную политику.
Батлер обнаружил несоответствия, которые обеспокоили его коллег. Он выступал за ратификацию Конституции, но не присутствовал на ратификационном конвенте Южной Каролины. Позже он был избран законодательным собранием штата Южная Каролина на три разных срока в Сенат Соединенных Штатов, но изменил свою партийную принадлежность: начав как федералист, он перешёл в партию Джефферсона в 1795 году. В 1804 году он объявил себя политически независимым. После этих последовательных изменений избиратели больше не избирали Батлера на национальный пост. Они еще трижды избирали его в легислатуру штата как представителя Востока, выступавшего от имени Запада.
Вице-президент Аарон Бёрр был гостем Батлера на его плантациях Сент-Саймонс в сентябре 1804 года. Бёрр в то время прятался после того, как убил Александра Гамильтона на дуэли в июле 1804 года. Каждый из штатов Нью-Йорк и Нью-Джерси предъявил вице-президенту обвинение в убийстве. В августе Бёрр приехал на плантацию Батлера под псевдонимом Розуэлл Кинг, так звали надзирателя Батлера. Во время пребывания Бёрра в начале сентября на этот район обрушился один из сильнейших ураганов в истории, и описание Бёрра из первых рук документирует как его пребывание, так и это событие.

## Поздние годы, постполитика
После смерти жены в 1790 году Батлер продал последние из своих владений в Южной Каролине и вложил средства в плантации на островах побережья Джорджии. Батлер нанял Розуэлла Кинга в качестве управляющего двумя своими плантациями на островах Сент-Саймонс и Батлер. У них были некоторые конфликты, поскольку Батлер хотел более умеренного обращения со своими рабами, чем это было в стиле Кинга. Кинг уехал в 1820 году, чтобы управлять своей собственной плантацией недалеко от Дариена. В 1830-х годах он работал над развитием хлопчатобумажных фабрик в предгорных районах Джорджии, где он основал то, что потом стало городом Розуэлл.
Батлер ушел из политики в 1805 году и большую часть времени проводил в Филадельфии, где ранее построил летний дом. Батлер стал одним из самых богатых людей в Соединенных Штатах, владея огромными земельными владениями в нескольких штатах благодаря своим деловым предприятиям. Как и другие отцы-основатели из его региона, Батлер продолжал поддерживать институт рабства. Но в отличие, например, от Вашингтона или Томаса Джефферсона, Батлер никогда не признавал принципиальной непоследовательности в одновременной защите свободы народа и поддержке рабства.
Партнеры называли Батлера «эксцентричным» и «загадкой». Он пошёл своим путём, чтобы обеспечить максимальную свободу и уважение к тем людям, которых он считал гражданами. Он хотел сохранить сильное центральное правительство, но правительство, которое никогда не могло бы грубо попирать права частных граждан. Он выступал против политики федералистов при Александре Гамильтоне, потому что считал, что они пожертвовали интересами жителей Запада и хотят навязать свою политику оппозиции. Позже он расстался с Джефферсоном и демократами по той же причине. Батлер подчеркивал свою веру в роль простого человека. В конце жизни он резюмировал свою точку зрения: «Наша Система немногим лучше, чем предмет эксперимента... многое должно зависеть от морали и манер людей в целом».